# Evangelische Stadtpfarrkirche (Hermannstadt)

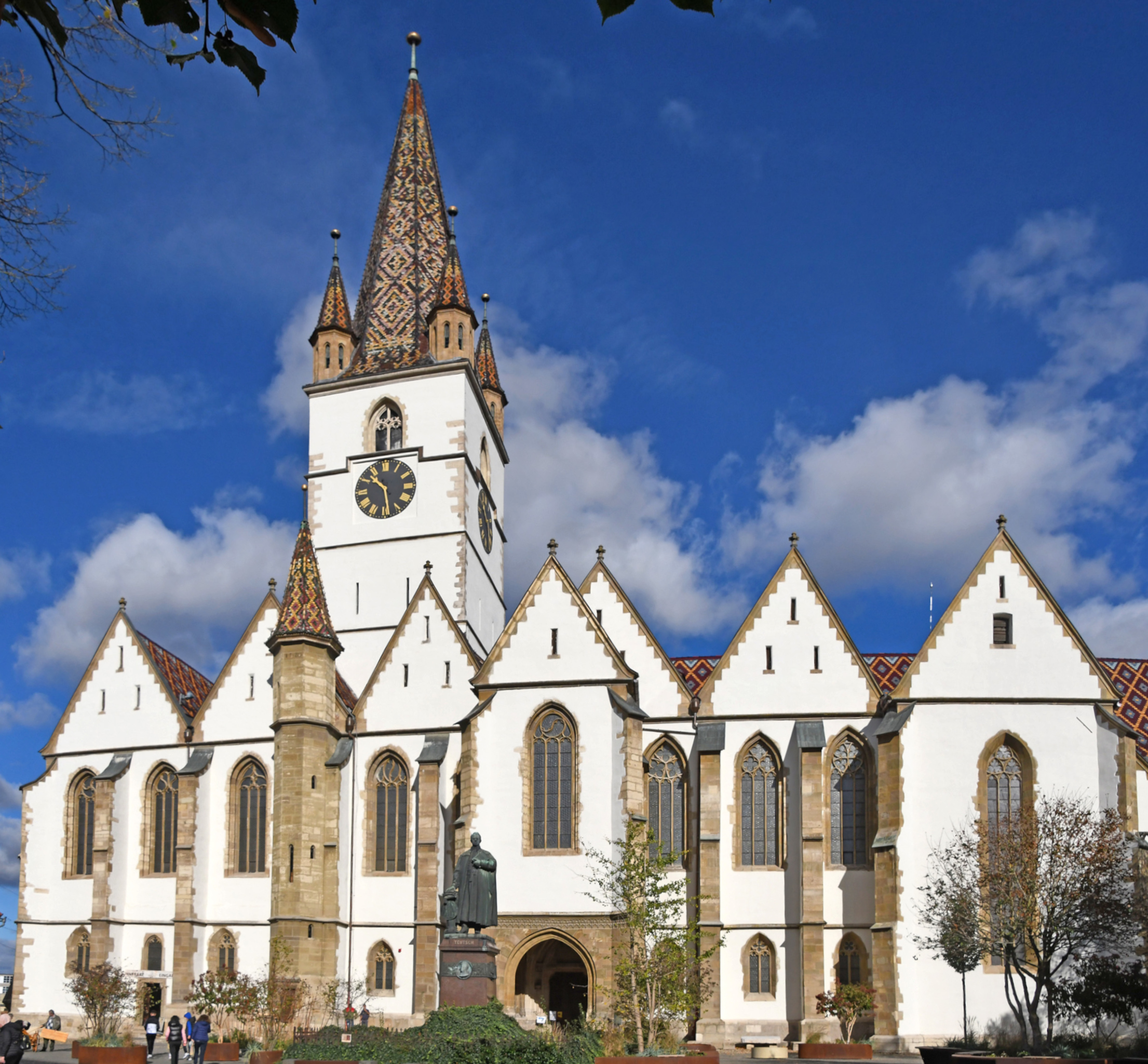
Evangelische Stadtpfarrkirche Hermannstadt

Die Evangelische Stadtpfarrkirche ist mit ihrem Fünfknopfturm das markanteste und immer noch höchste Gebäude von Hermannstadt in Siebenbürgen. Ihr Turm ist ca. 73 m hoch, bei einer Seitenlänge von 11 m. Er ist weithin, aus jeder Anfahrtsrichtung auf die Stadt sichtbar.

## Geschichte
Hermannstadt war jahrhundertelang das religiöse und politische Zentrum der Siebenbürger Sachsen, die Mitte des 16. Jahrhunderts durch den Kirchenreformator Johannes Honterus geschlossen den lutherischen Glauben annahmen. Die ursprüngliche (vorreformatorische) Marienkirche wurde in drei Bauetappen ab etwa Mitte des 14. Jahrhunderts auf den Überresten einer romanischen Basilika errichtet. Im Jahr 1448 wurde an der Westseite die sogenannte „Ferula“ angebaut (und später erweitert), die heute als Raum für Ausstellungen oder musikalische Aufführungen genutzt wird. 
Bereits im Jahr 1910 wurden elektrisches Licht und eine Heizung in der Kirche installiert. Bis heute ist in Hermannstadt der Sitz des Bischofs der evangelischen Landeskirche A.B. Seit 2010 hat Reinhart Guib das Amt als evangelischer Bischof inne. Die evangelische Stadtpfarrkirche ist auch Heimat des Hermannstädter Bachchores.

## Lage
Die evangelische Stadtpfarrkirche befindet sich in der Oberstadt der Hermannstädter Altstadt und ist umgeben von Huetplatz und dem Hof des Brukenthal-Lyzeums, in dessen Mitte auch das Bischof-Teutsch-Denkmal steht. Von den die Kirche umgebenden Plätzen gibt es Durchgänge zum Kleinen und Großen Ring sowie Stiegen in die Unterstadt.

## Orgeln

### Sauer-Orgel
Schon im Jahr 1350 soll es eine Orgel in der Kirche gegeben haben, wobei aus dieser Zeit jedoch kein Instrument erhalten blieb. Die gegenwärtige Orgel wurde in den Jahren 1914–1915 von der Firma W. Sauer Orgelbau installiert. Sie ist mit 78 Registern auf vier Manualen und Pedal das größte Instrument in Siebenbürgen. Im Jahr 1998 wurde die Sauer-Orgel vollständig restauriert. 

### Hahn-Orgel
Auf der Südempore befindet sich noch eine weitere Orgel, erbaut 1748 vom Siebenbürger Orgelbauer Johannes Hahn. Ursprünglich für die Kirche von Michelsdorf (rum. Boarta) gebaut, wurde sie 1948 aus der Aula der Brukenthalschule hierher verbracht. 1988 restauriert durch die landeskirchliche Orgelwerkstatt und erneut 2008/2009 überholt von Hermann Binder, wird sie heute zu Konzerten regelmäßig bespielt.

## Besonderheiten
Im Hauptschiff der Kirche befinden sich mehrere aufwendige Epitaphien, darunter auch das von Samuel von Brukenthal. Außerdem haben sich neben dem „neuen“ Hauptaltar noch Teile der mittelalterlichen Altäre, in veränderter Form, erhalten. Von Bedeutung ist ebenso das Rosenauer Fresko aus dem Jahr 1445 (Johannes von Rosenau), welches den Lebensweg, die Passion und die Himmelfahrt Christi darstellt.
Das bronzene Taufbecken soll unter Verwendung des Materials einer eingeschmolzenen osmanischen Kanone hergestellt worden sein.

## Galerie

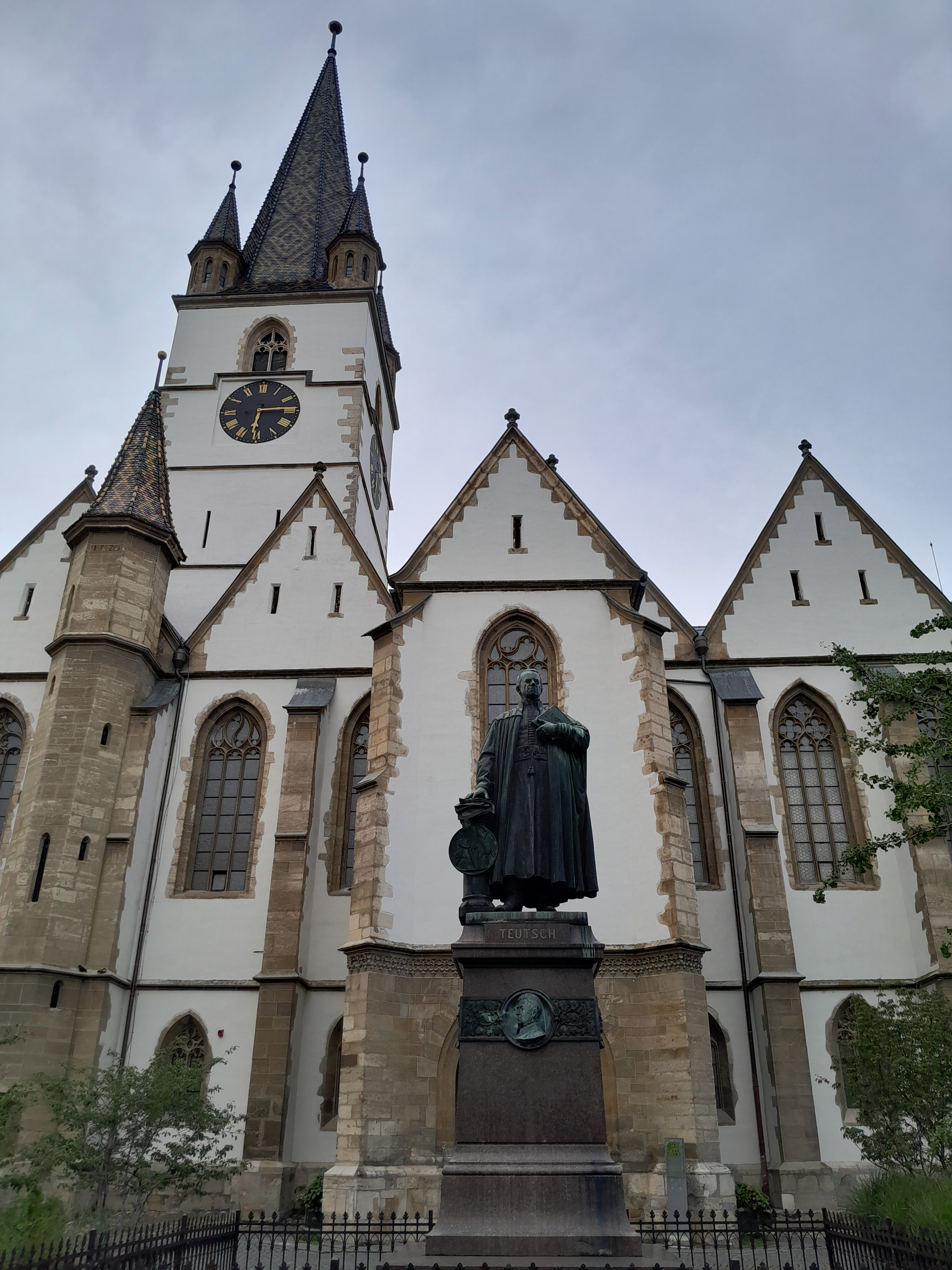
Ansicht von Südwesten mit Bischof-Teutsch-Denkmal
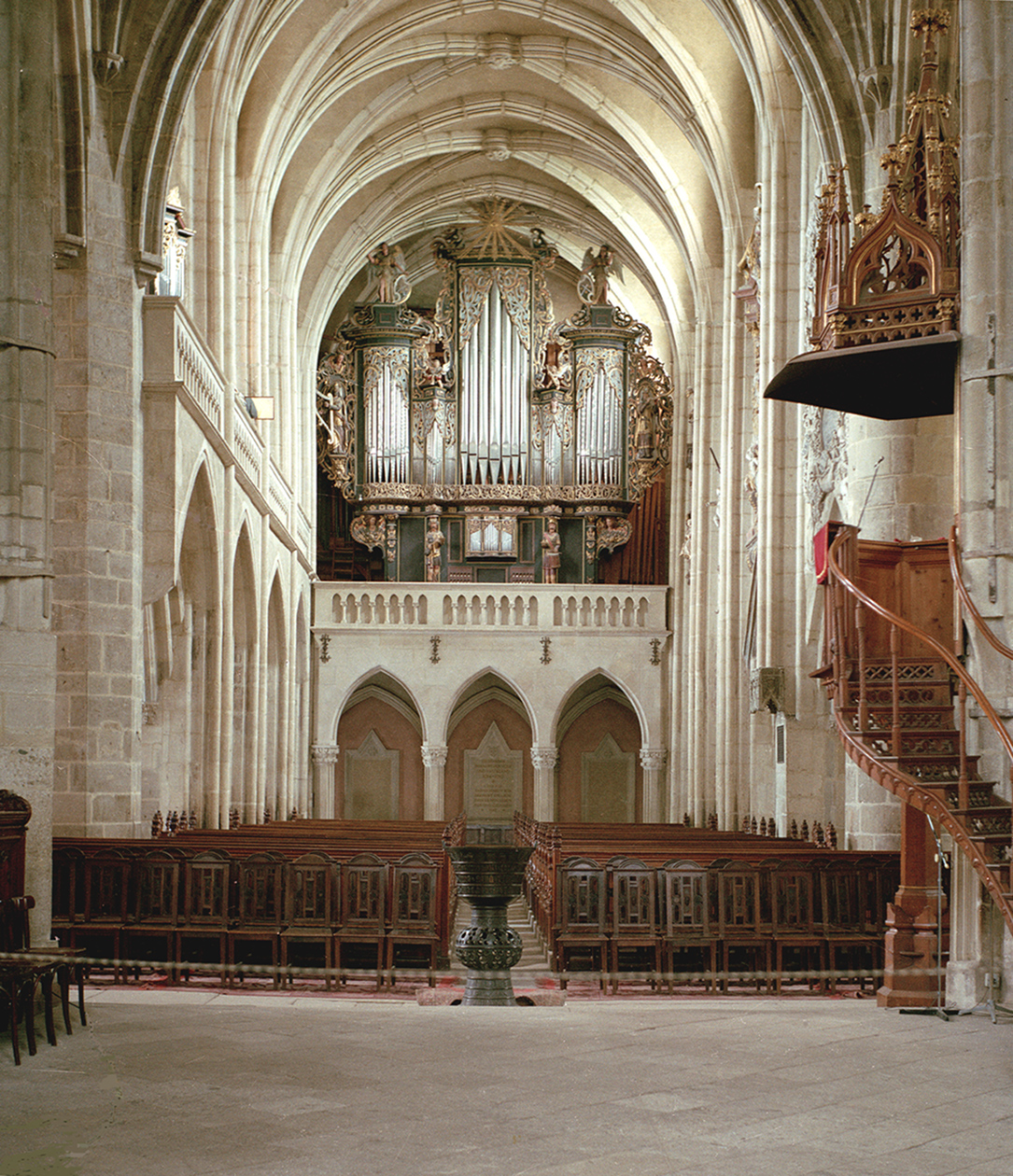
Sauer-Orgel und Kirchenraum
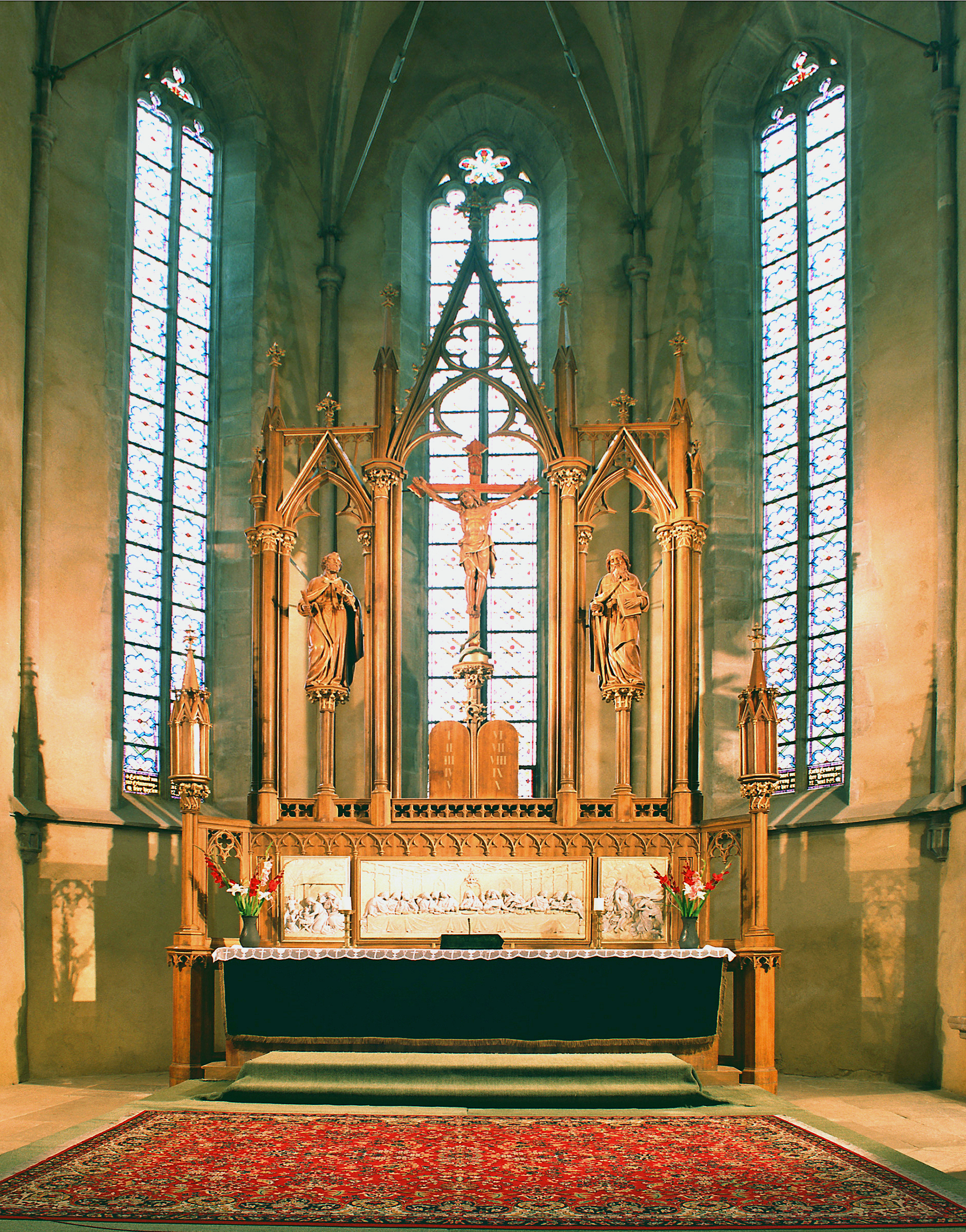
Altar
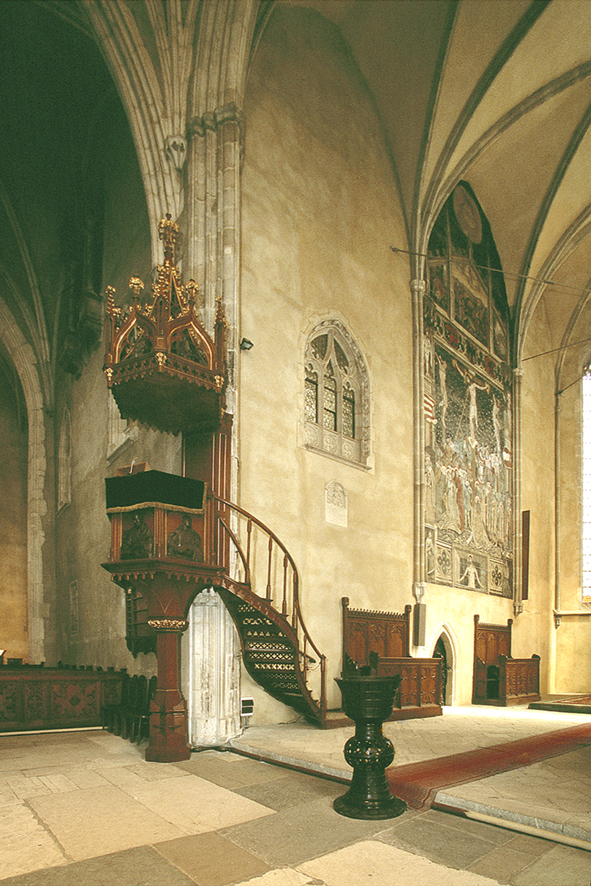
Kanzel, Taufbecken und Chorraum – im Hintergrund das Rosenauerfresko